# Tokyo, Yoimachigusa
Singles de Yuki Maeda
Tokyo You Turn
(2001) Tokyo Kirigirisu
(2004)
 Tokyo, Yoimachigusa  (東京、宵町草。) est le troisième single de Yuki Maeda, sorti le 21 février 2002 au Japon sous le label Teichiku. C'est le dernier disque de la chanteuse à sortir sous ce label, les suivants sortant sous le label zetima. Étant un disque de genre musical enka apprécié des plus âgés, il sort aux formats mini-CD (8 cm) et cassette audio. La chanson-titre figurera sept ans plus tard sur la compilation des singles de la chanteuse, Maeda Yuki Zenkyoku Shū ~Kenchana~ de 2009. 

## Liste des titres
1. Tokyo, Yoimachigusa  (東京、宵町草。?)
2. Tokyo, Yoimachigusa (Original Karaoke) (... オリジナルカラオケ?)
3. Tokyo, Yoimachigusa (Ippan You Mello Iri Karaoke) (一般用メロ入りカラオケ?)
4. Furusato no Uta ga Kikoeru  (故郷の唄が聞こえる?)
5. Furusato no Uta ga Kikoeru (Original Karaoke) (... オリジナルカラオケ?)